# 羅靈斯通 (明尼蘇達州)
羅靈斯通（英語：Rollingstone）是一個位於美國明尼蘇達州威諾納縣的城市。

## 人口
根據2020年美國人口普查的數據，羅靈斯通的面積為1.13平方千米，皆為陸地。當地共有人口678人，而人口密度為每平方千米600人。